# Hans Dieter Huber

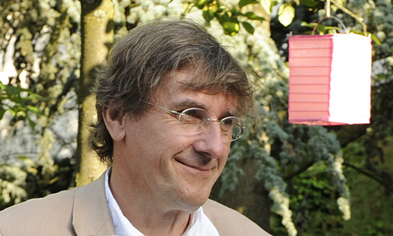
Hans Dieter Huber (2013)

Hans Dieter Huber (* 17. November 1953 in München) ist ein deutscher Kunstwissenschaftler, Künstler, Hochschullehrer und Autor  über Kunst, Kunstwissenschaft, Philosophie und Soziologie.

## Leben
Hans Dieter Huber besuchte von 1960 bis 1964 die Volksschule I an der Franz-Nissl-Str. 55 in München-Allach und von 1964 bis 1973 das Max-Planck-Gymnasium München-Pasing, wo er am 8. Juni 1973 das Abitur ablegte. Von 1973 bis 1977 studierte er Malerei und Graphik an der  Akademie der bildenden Künste in München und von 1975 bis 1986 Kunstgeschichte, Philosophie und Psychologie an der Universität München und Heidelberg. Im Fach Kunstgeschichte wurde er 1986 zum Thema System und Wirkung: Fragen der Interpretation und Bedeutung zeitgenössischer Kunst. Ein systemtheoretischer Ansatz (Rauschenberg – Twombly – Baruchello) promoviert. 1994 habilitierte Huber mit der Arbeit Paolo Veronese. Kunst als soziales System.
Zwischen 1997 und 1999 lehrte er als Professor für Kunstgeschichte an der  Hochschule für Grafik und Buchkunst in Leipzig; von Oktober 1999 bis September 2019 hatte er den Lehrstuhl für Kunstgeschichte der Gegenwart, Ästhetik und Kunsttheorie an der Staatlichen Akademie der Bildenden Künste Stuttgart inne. Leitung des Modellprojektes Visuelle Kompetenz im Medienzeitalter an der Staatlichen Akademie der Bildenden Künste Stuttgart vom Sommer 2000 bis zum Frühjahr 2004. Es fand im Rahmen des von der Bund-Länder-Kommission geförderten Programms Kulturelle Bildung im Medienzeitalter statt. 2006 beteiligte er sich an der Gründung des Studienganges Konservierung Neuer Medien und digitaler Information, den er bis Oktober 2011 leitete. 2007 war er Senior Fellow am IFK Wien. Huber ist Gründungs- und Vorstandsmitglied der Gesellschaft für interdisziplinäre Bildwissenschaft.
Er ist verheiratet mit der Kunstwissenschaftlerin Hannelore Paflik-Huber, hat eine Tochter und lebt in Berlin.

## Kunst
Zwischen den Jahren 1977 bis 1994 war Huber freier Künstler und arbeitete in verschiedenen künstlerischen Medien. Er stellte unter anderem Zeichnungen und Druckgrafiken aus und nahm mit seinen Kurzfilmen sowie Filminstallationen in Super 8 an verschiedenen Experimentalfilmfestivals teil. Des Weiteren realisierte Huber performative Installationen u. a. mit Günter Erny, Jörg Burkhard und Dirk Mantei.
Er nahm an zahlreichen Ausstellungen und Filmfestivals teil, u. a. im Württembergischen Kunstverein Stuttgart (WKV), InterFilm (Berlin), Experimentalfilmfestival Osnabrück. Er hatte einen Beitrag im Super-8-Film Über Nacht berühmt von Hannelore Kober, Jonnie Döbele und Stiletto, BRD 1986. Huber war Kurator zeitgenössischer Ausstellungen, u. a. Forum Junger Kunst, Kunsthalle Mannheim 1986.

## Kunsttheorie
In seinen Veröffentlichungen befasst sich Huber vor allem mit der zeitgenössischen Kunst, Systemtheorie, Bildwissenschaft und Kunsttheorie. Er verfasste zahlreiche Schriften unter anderem über Karl Schmidt-Rottluff, Ernst Ludwig Kirchner, Edvard Munch, Joseph Beuys, Bruce Nauman, Dan Graham, Markus Schinwald, Gianfranco Baruchello, Philippe Parreno und publizierte zur Netzkunst sowie zur Medientheorie und Mediengeschichte. Seit den 1980er Jahren verfasst er Texte zur Systemtheorie.

## Veröffentlichungen (Auswahl)
- Edvard Munch. Tanz des Lebens. Eine Biographie. Reclam, Stuttgart 2013, ISBN 978-3-15-010937-3.
- Paolo Veronese. Kunst als soziales System. Wilhelm Fink Verlag, München 2005, ISBN 3-7705-3842-0.
- Bild, Beobachter, Milieu. Entwurf einer allgemeinen Bildwissenschaft. Hatje Cantz, Ostfildern-Ruit 2004, ISBN 3-7757-1418-9.
- Kunst des Ausstellens. Zusammen mit Hubert Locher und Karin Schulte. Hatje Cantz, Ostfildern-Ruit 2002, ISBN 3-7757-1205-4.
- Bild Medien Wissen. kopaed, München 2002, ISBN 3-935686-39-0.
- Dan Graham. Interviews. Hatje Cantz, Ostfildern-Ruit 1997, ISBN 3-89322-298-7.
- Hans Dieter Huber im Interview mit Niklas Luhmann am 13. Dezember 1990 in Bielefeld. In: Texte zur Kunst, Vol.I, (Herbst 1991), No. 4, S. 121–133.
- System und Wirkung. Interpretation und Bedeutung zeitgenössischer Kunst. Wilhelm Fink Verlag, München 1989, ISBN 3-7705-2504-3.